# Bolívar Grande
El Bolívar Grande es un término historiográfico que se refiere al territorio de la región Caribe colombiana ubicada entre el curso bajo del río Magdalena, las estribaciones norteñas de la cordillera de los Andes y el golfo de Urabá que comprende los actuales departamentos colombianos de Bolívar, Atlántico, Córdoba, Sucre, y San Andrés y Providencia. Si bien empezó a recibir ese nombre a partir de 1886 cuando Bolívar fue categorizado como departamento, el término también se usa para referirse al extinto Estado Soberano de Bolívar, y en menor medida a la antigua provincia de Cartagena.

## Historia
El departamento, otrora Estado Soberano de Bolívar, fue creado tras la promulgación de la Constitución de Colombia de 1886, que cambió el sistema de gobierno de uno federal a uno centralista. En aquel momento el departamento de Bolívar tenía un área total de 65.347 km² e incluía, entre otras, las provincias de Barranquilla, Carmen, Cartagena, Corozal, Chinú, Lorica, Magangué, Mompós, Sabanalarga y Sincelejo.
Desde principios del siglo XX el departamento de Bolívar sufrió varias modificaciones y segregaciones de su territorio. La primera de ellas sucedió en el gobierno de Rafael Reyes, quien en 1908 determinó la creación de nuevos departamentos en el país; de este modo el departamento de Bolívar fue renombrado Cartagena, y le fueron segregados la parte norte, occidental y del sur para formar con ellas los departamentos de Barranquilla, de Sincelejo y de Mompós, respectivamente. Estos cambios perduraron hasta 1910, cuando fue reunificado el Bolívar Grande.
En 1910 se produjo la primera separación permanente de territorio con la promulgación de la ley 21 que decretó la formación del departamento del Atlántico, que comprendía un triángulo de 3.388 km². En 1912 se conformó la intendencia de San Andrés y Providencia con el archipiélago homónimo, y su gobierno fue entregado al gobierno central.
El 17 de diciembre de 1951 se produjo la segregación del departamento de Córdoba con la ley 9 de ese año, que entró en vigencia el 18 de junio de 1952. Se le restaron entonces 25.020 km² al territorio bolivarense. Por último en 1966 se le segregaron otros 10.917 km² al departamento, cuando se creó por ley 47 de ese año el departamento de Sucre, quedando Bolívar con la configuración y extensión territorial que actualmente presenta.

## División territorial
En 1905 el departamento estaba conformado por las siguientes provincias y municipios:
- Provincia de Cartagena: Cartagena (capital), Arjona, Calamar, Mahates, San Estanislao, Santa Rosa, Turbaco y Villanueva.

- Provincia de Barranquilla: Barranquilla (capital), Galapa, Palmar de Varela, Santo Tomás, Sabanagrande, Soledad y Tubará.

- Provincia del Carmen: El Carmen (capital), El Guamo, San Jacinto, San Juan, Zambrano, Tetón y Yucal.

- Provincia de Corozal: Corozal (capital), Chinú, Morroa, Ovejas, Sahagún y Sincé.

- Provincia de Magangué: Magangué (capital), Ayapel, Caimito, Majagual, Sucre y San Benito.

- Provincia de Mompós: Mompós (capital), Barranco de Loba, Margarita, Morales, Pinillos, Simití, San Martín de Loba y San Fernando.

- Provincia de Sabanalarga: Sabanalarga (capital), Baranoa, Campo de la Cruz, Juan de Acosta, Manatí, Polonuevo y Usiacurí.

- Provincia de Sincelejo: Sincelejo (capital), Colosó, Palmito, Sampués, San Andrés, San Onofre, Tolú y Toluviejo.

- Provincia de Sinú: Lorica (capital), Cereté, Ciénaga de Oro, Chimá, Montería, Purísima y San Pelayo.

- Provincia de Providencia: San Andrés (capital) y Providencia.

En 1912, tras la segregación definitiva del departamento del Atlántico y de la intendencia de San Andrés y Providencia, Bolívar quedó integrado por las siguientes provincias y municipios:
- Provincia de Cartagena: Cartagena (capital), Arjona, Calamar, Mahates, San Estanislao, Santa Catalina, Santa Rosa, Soplaviento, Turbaco y Villanueva.

- Provincia del Carmen: El Carmen (capital), Córdoba, El Guamo, San Jacinto, San Juan, Yucal y Zambrano.

- Provincia de Corozal: Corozal (capital), Colosó, Morroa, Ovejas y Sincé.

- Provincia de Chinú: Chinú (capital), Ayapel, San Marcos, Sahagún, San Andrés y San Benito.

- Provincia de Magangué: Magangué (capital), Majagual y Sucre.

- Provincia de Mompós: Mompós (capital), Barranco de Loba, Margarita, Morales, Pinillos, Simití, San Martín de Loba y San Fernando.

- Provincia de Sincelejo: Sincelejo (capital), Palmito, Sampués, San Onofre, Tolú y Toluviejo.

- Provincia de Sinú: Lorica (capital), Cereté, Ciénaga de Oro, Chimá, Montería, Purísima, San Carlos y San Pelayo.